# Ceratopsinae
Ceratopsini (nebo také chasmosaurini) byli významnou a početnou skupinou ceratopsidních dinosaurů, příbuzných například rodům Triceratops a Chasmosaurus. Patří sem také vůbec největší známí ceratopsidi, jakým byl například Eotriceratops nebo dinosauři s nejdelší známou lebkou, jako byl Torosaurus a Pentaceratops.

## Zeměpisné rozšíření
Výrazná většina těchto ceratopsidů byla popsána z území Severní Ameriky (státy Kanada, USA a Mexiko), jeden rod je však znám také z Asie (nejistý rod Turanoceratops z Uzbekistánu).

## Otazníky ohledně systematiky
Objevy nových exemplářů těchto rohatých dinosaurů ukazují, že ve skutečnosti byla jejich morfologická variabilita mnohem větší, než se paleontologové dříve domnívali. Například lebeční ornamentace měla mnohem větší různorodost i u jedinců stejného druhu, což značně zatemňuje možnosti přesné klasifikace. Existovala také řada přechodných forem mezi dvěma příbuznými druhy, které mohly být samostatnými taxony nebo jen zástupci již známých druhů s mírně pozměněnou morfologií kosterních prvků.

## Zástupci
- - Podčeleď Ceratopsinae (= Chasmosaurinae)
    -  ? Agathaumas - (Wyoming, USA)
    - Agujaceratops - (Texas, USA)
    - Anchiceratops - (Alberta, Kanada)
    - Arrhinoceratops - (Alberta, Kanada)
    - Bisticeratops - (Nové Mexiko, USA)
    -  ? Ceratops - (Montana, USA a Alberta, Kanada)
    - Chasmosaurus - (Alberta, Kanada)
    - Coahuilaceratops - (Coahuila, Mexiko)
    - Diabloceratops - (Utah, USA)[5]
    -  ? Dysganus - (Montana, USA)
    - Eotriceratops - (Alberta, Kanada)
    - Kosmoceratops - (Utah, USA)
    - Medusaceratops - (Montana, USA)
    - Mojoceratops - (Alberta a Saskatchewan, Kanada)
    - Navajoceratops - (Nové Mexiko, USA)
    - Nedoceratops - (Wyoming, USA)
    - Ojoceratops - (Nové Mexiko, USA)
    - Pentaceratops - (Nové Mexiko, USA)
    - Tatankaceratops - (Jižní Dakota, USA)
    - Terminocavus - (Nové Mexiko, USA)
    - Titanoceratops - (Nové Mexiko, USA)
    - Torosaurus - (Wyoming, Montana, Jižní Dakota, Severní Dakota a Utah, USA a Saskatchewan, Kanada)[6]
    - Triceratops - (Montana a Wyoming, USA; Saskatchewan a Alberta, Kanada)
    -  ? Turanoceratops - (Uzbekistán)
    - Utahceratops - (Utah, USA)
    - Vagaceratops - (Alberta, Kanada)